# Sidomulyo (Sidomulyo)
Sidomulyo is een bestuurslaag in het regentschap Lampung Selatan van de provincie Lampung, Indonesië. Sidomulyo telt 5167 inwoners (volkstelling 2010).